# سیدین ندیه
سیدین ندیه (انگلیسی: Seydine N'Diaye؛ زادهٔ ۲۳ آوریل ۱۹۹۸) بازیکن فوتبال اهل فرانسه است.